# NGC 7582
NGC 7582 (również PGC 71001) – galaktyka spiralna z poprzeczką (SBab), znajdująca się w gwiazdozbiorze Żurawia. Odkrył ją James Dunlop 7 lipca 1826 roku. Należy do galaktyk Seyferta typu 2.